# Kliantus
Kliantus (Clianthus Sol. ex Lindl.) – rodzaj roślin należący do rodziny bobowatych. Obejmuje dwa gatunki występujące na nowozelandzkiej Wyspie Północnej, dawniej także na przyległej wyspie Great Barrier. Oba gatunki są bardzo rzadkie w naturze i są uznawane za krytycznie zagrożone. Występują w klimacie subtropikalnym w zaroślach i niskich zbiorowiskach o charakterze leśnym, zwykle na klifach wzdłuż wybrzeża, rzadziej w głębi lądu, prawdopodobnie jako pozostałości dawnego rozprzestrzenienia przez Maorysów. Kwiaty zapylane są przez ptaki.
Oba gatunki rozpowszechnione są w uprawie jako rośliny ozdobne. W chłodniejszym klimacie uprawiane bywają w pojemnikach (nie tolerują mrozu), zimą umieszczane są w szklarniach.

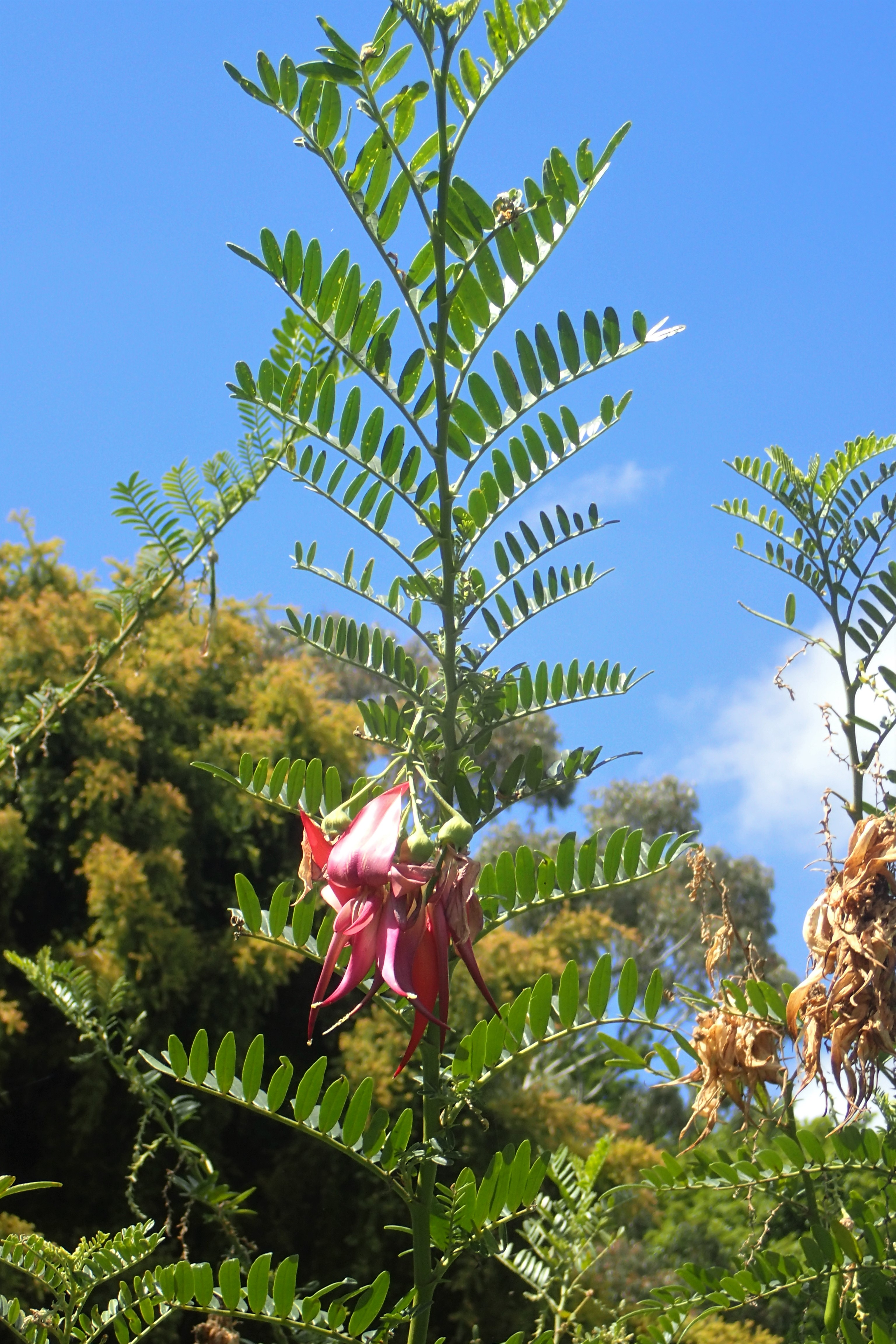
Clianthus maximus

## Morfologia
PokrójKrzewy osiągające do 6 m wysokości. Pędy prosto wznoszące się i przewisające w górze.
LiścieSkrętoległe, zimozielone. Blaszka nieparzystopierzasta, tworzona przez kilkanaście miękkich listków, u C. puniceus jasnozielonych i matowych, u C. magnificus ciemnozielonych i błyszczących.
KwiatyMotylkowe, duże (do 8 cm długości), zebrane w zwisające grona wyrastające w kątach liści. Kielich utworzony jest z 5 równych i ostrych  ząbków. Korona czerwona, rzadziej różowa lub białozielona, kreskowana u nasady żagielka. Pręcików 10, z których 9 ma nitki zrośnięte, a jeden, najwyższy jest wolny. Słupek pojedynczy, z jednego owocolistka, z górną zalążnią.
OwoceStrąki nieco dęte, zawierają liczne, nerkowate nasiona.

## Systematyka
Pozycja systematyczna
Jeden z rodzajów podplemienia Astragalinae plemienia Galegeae z podrodziny bobowatych właściwych (Faboideae) z rodziny bobowatych (Fabaceae).
Wykaz gatunków
- Clianthus magnificus (Van Houtte) C.Dickens
- Clianthus puniceus (G.Don) Sol. ex Lindl.